# 木村庄之助 (14代)
14代 木村 庄之助（じゅうよんだい きむら しょうのすけ、1826年（文政9年） - 1884年（明治17年）8月14日）は、大相撲の立行司。本名は広田（?）。出身地不詳。

## 人物
10代木村庄之助（9代庄之助の再勤）の弟子。1837年（天保8年）10月場所において、木村留吉の名で初めて番付に載る。その後木村富吉を経て、1846年（弘化3年）3月より4代木村喜代治、1863年（文久3年）7月より10代木村庄太郎を襲名。
1876年（明治9年）4月場所を最後に13代庄之助が引退すると、翌1877年（明治10年）1月場所から14代庄之助を襲名する。当時は立行司としての先輩で、実績や経験で上回る6代伊之助が首席を務めたため、庄之助としては初めて首席に就けなかった。その後伊之助の死に伴い1881年（明治14年）1月場所からは首席行司となる。1884年（明治17年）5月場所まで務め、同年8月14日に亡くなる（現役没）。番付上は死跡として1885年（明治18年）1月場所まで在位している。